# Taillecavat
Taillecavat (okzitanisch Talhacavat) ist eine französische Gemeinde mit 288 Einwohnern (Stand: 1. Januar 2022) im Département Gironde in der Region Nouvelle-Aquitaine. Sie gehört zum Arrondissement Langon und zum Kanton Le Réolais et Les Bastides. Die Einwohner werden Loubatons genannt.

## Geographie
Taillecavat liegt etwa 62 Kilometer ostsüdöstlich von Bordeaux. Der Dropt begrenzt die Gemeinde im Nordosten. Umgeben wird Taillecavat von den Nachbargemeinden Cours-de-Monségur im Norden und Westen, Duras im Nordosten, Saint-Pierre-sur-Dropt im Osten, Lévignac-de-Guyenne im Südosten sowie Saint-Géraud im Süden.

## Bevölkerungsentwicklung
| 1962                       | 1968 | 1975 | 1982 | 1990 | 1999 | 2006 | 2018 |
| -------------------------- | ---- | ---- | ---- | ---- | ---- | ---- | ---- |
| 374                        | 337  | 290  | 241  | 250  | 263  | 290  | 289  |
| Quellen: Cassini und INSEE |      |      |      |      |      |      |      |

## Sehenswürdigkeiten

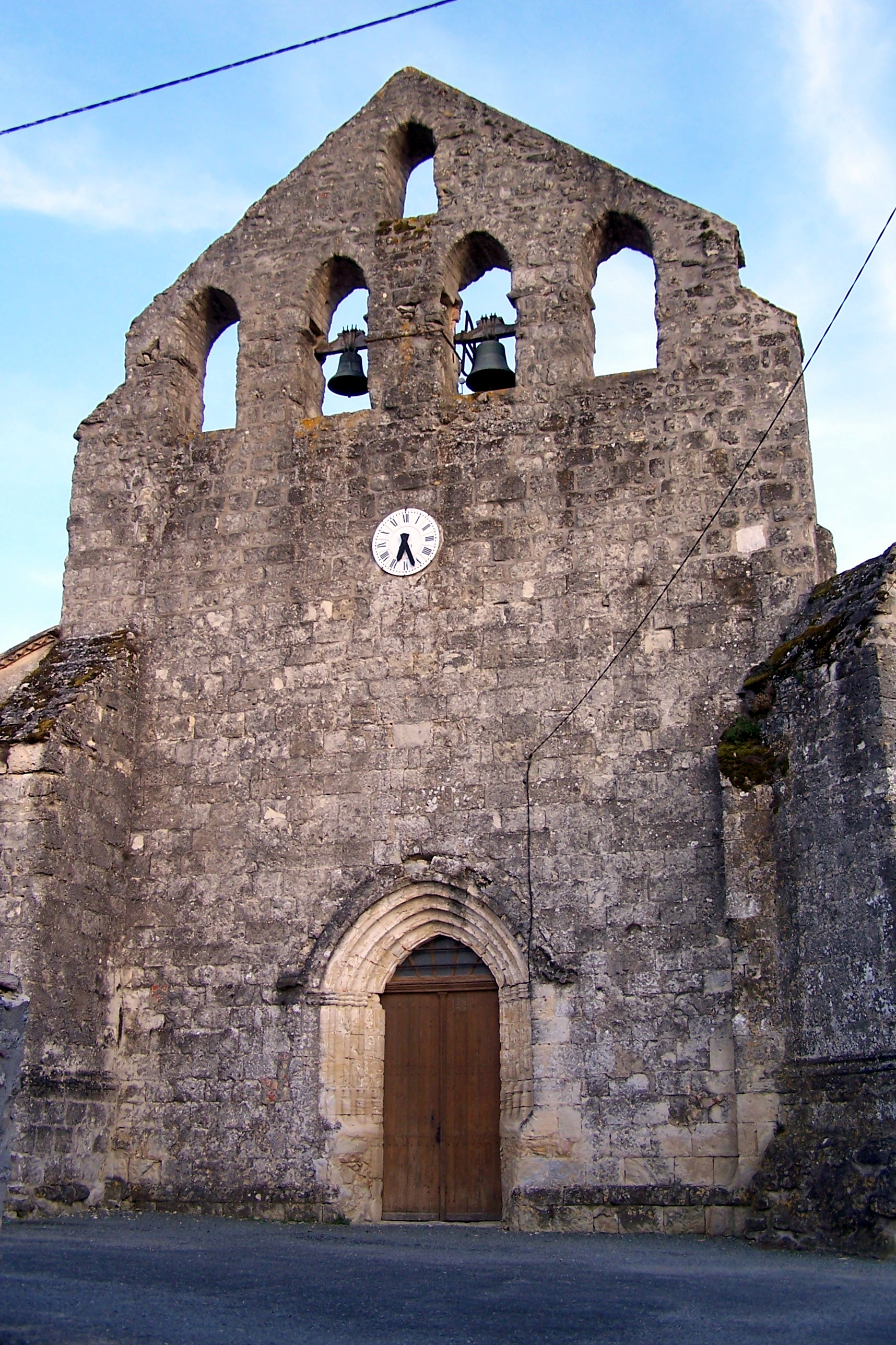
Kirche Notre-Dame

- Kirche Notre-Dame aus dem 12. Jahrhundert (siehe auch: Liste der Monuments historiques in Taillecavat)
- Ehemalige Festung